# Camponotus gigas
Camponotus gigas är en myrart som först beskrevs av Pierre André Latreille 1802.  Camponotus gigas ingår i släktet hästmyror, och familjen myror.

## Underarter
Arten delas in i följande underarter:
- C. g. borneensis
- C. g. gigas